# 長興馬氏
長興馬氏（チャンフンマし、ちょうこうばし、朝鮮語: 장흥마씨）は、朝鮮の氏族の一つ。本貫は全羅南道長興郡である。木川馬氏から分派した同源分類である。2015年の調査では31,886人である。
中国殷王朝に出自をもつ馬浣が箕子とともに朝鮮に入朝したことから、朝鮮の馬氏ははじまった。馬浣またはその子孫で百済を建国した馬黎が長興馬氏の始祖となる。

## 集姓村
- 全羅南道高興郡
- 全羅南道長興郡
- 全羅南道康津郡
- 慶尚北道義城郡
- 咸鏡北道吉州郡
- 咸鏡北道鶴城郡[4]